# Опатов
Опатов (пољ. Opatów) је град у Пољској у Војводству Светокришком у Повјату опатовском. Према попису становништва из 2011. у граду је живело 6.864 становника.

## Становништво
Према прелиминарним подацима са пописа, у граду је 2011. живело 6.864 становника.
| 2002. | 2011. | 2012. |
| ----- | ----- | ----- |
| 6.961 | 6.864 | 6.822 |